# Josef Burg
Pour les articles homonymes, voir Burg.
Josef Burg (parfois orthographié Yoysef Burg), né le 30 mai 1912 à Vyjnytsia, en Autriche-Hongrie à cette époque, aujourd'hui en Ukraine, et décédé le 10 août 2009 à Tchernivtsi, était un nouvelliste et mémorialiste austro-hongrois, roumain, soviétique puis ukrainien en langue yiddish.

## Biographie
Josef Burg était fils de flotteur et a passé l'essentiel de son enfance dans les Carpathes, sur la Tcheremoch, avant de s'installer à douze ans dans le chef-lieu de la province à Tchernivtsi. Il y suivit sa scolarité et adhéra à une association scolaire yiddish. C'est à cette époque qu'il fit la connaissance d'Itsik Manguer et surtout d'Eliezer Steinbarg, qui fut son influence majeure et auquel il attribue sa vocation d'écrivain en langue yiddish. Il se heurta à l'incompréhension de ses parents, qui souhaitaient qu'il apprenne un métier, mais aussi ne comprenaient pas qu'il se consacre au yiddish plutôt qu'à l'allemand, parlé par les gens convenables.
Il logea chez son cousin et souhaitait devenir enseignant, ce pourquoi il donna dès le plus jeune âge des cours particuliers. Il acquit également automatiquement la nationalité roumaine en 1919. Plus tard, de 1935 à 1938, il étudia l'allemand à l'Université de Vienne et fréquenta certains écrivains allemands de l'époque au Café Central. Josef Burg écrivit d'ailleurs également en allemand, et parlait, en plus des deux langues évoquées, couramment le russe, l'hébreu et le roumain. Il publia son premier texte le 5 juin 1934 dans les Czernowitzer Bletern : une nouvelle intitulée Afn Splav [Sur le radeau de bois]. Deux livres suivirent.
Peu avant l'Anschluss, il revint à Tchernivtsi, où il accueillit, comme beaucoup, avec espoir l'entrée de l'Armée Rouge le 20 juillet 1940. Il fut affecté à Saratov au sein de la République socialiste soviétique autonome des Allemands de la Volga, où il enseigna. En 1941, l'entité fut dissoute, les Allemands déportés : il resta presque seul à accueillir les Juifs biélorusses qui les remplacèrent et à leur attribuer, en demi-dieu, des maisons. Josef Burg se réfugia à Samarcande, puis Tachkent ; sa famille fut déportée en Transnistrie, d'où elle ne revint pas. Burg, toujours enseignant, échoua vers 1946 à Ivanovo, où une de ses étudiantes devint sa future épouse. Suivirent des années d'errance au bout desquelles il revint à Tchernivtsi vers 1957-1959.
D'un point de vue littéraire, il ne put publier que sporadiquement dans des journaux étrangers de brefs textes ou en Union Soviétique dans Sovetish Heymland. Sa véritable activité littéraire reprit dans les années 80, où, entre autres il fit revivre les Czernowitzer Bletern en tant que publication mensuelle. En tant que dernier écrivain en yiddish d'Europe, il devint une sorte de légende vivante. Il devint citoyen d'honneur de la ville de Tchernivtsi et on donna son nom à une rue de Vyjnytsia. Ses textes furent traduits en plusieurs langues, notamment en allemand.

## Influence
Josef Burg a écrit à ses débuts surtout sur la vie sauvage inspirée de son enfance, le métier de son père étant comme il l'a indiqué, inhabituel pour un juif, tout du moins à son époque. Ses récits sont aussi fortement inspirés par le hassidisme. Il a dépeint le Tchernivtsi multiculturel englouti par ses souvenirs des langue, culture et littérature yiddish et rendu un peu plus vivante une Bucovine devenue un monde mythique. Walter Grünzweig identifie trois contextes où recentrer l’œuvre de Burg, par ailleurs marquée par la destruction du judaïsme qu'il a connu :  celui de Tchernivtsi, celui de Vienne, enfin celui de l'Union Soviétique.

## Œuvres
- 1934: Oifn splaw [Sur le radeau de bois]
- 1939: Oifn tschermusch [Sur le Tcheremoch]( traduit en allemand en 2005 : Auf dem Czeremosz, Hans Boldt Verlag,  Winsen/Luhe, 2005).
- 1940: Ssam [Poison] (traduit en allemand en 2005 :  Gift, Hans Boldt Verlag,  Winsen/Luhe, 2005).
- 1980: Dos leben geit waiter. Derzeilungen, Nowelen, Skizen – Das Leben geht weiter. Erzählungen, Novellen, Skizzen, Sowetski Pissatel.
- 1983: Iberuk fun tsajtn, Sowetski Pissatel.
- 1988: Ein Gesang über allen Gesängen, récits.
- 1990: A farschpetikter echo [Un écho tardif] (édition en allemand partiellement bilingue Ein verspätetes Echo, 1999, P. Kirchheim, Munich)
- 1997: Zwej weltn [Deux mondes]
- 1997: Zewikelte stetschkes
- 2000: Irrfahrten [Errements] (entretien avec Michael Martens)
- 2004: Sterne altern nicht [Les étoiles ne vieillissent pas], anthologie de nouvelles, réédition Rimbaud, Aix-la-Chapelle, 2011.
- 2005: Dämmerung [Crépuscule], traduit du yiddish par Beate Petras, Hans Boldt Verlag, Winsen/Luhe.
- 2006: Mein Czernowitz, Winsen/Luhe, Hans Boldt Verlag.
- 2006: Begegnungen. Eine Karpatenreise, traduit du yiddish par Beate Petras, Hans Boldt Verlag,  Winsen/Luhe.
- 2007: Über jiddische Dichter, mémoires,  traduit du yiddish par Beate Petras et Armin Eidherr, Hans Boldt Verlag,  Winsen/Luhe.
- 2008: Ein Stück trockenes Brot [Un morceau de pain rassis], anthologie de nouvelles, traduit du yiddish par Beate Petras, Hans Boldt Verlag,  Winsen/Luhe.